# フォボス2号
フォボス2号（ロシア語: Фобос-2）は1988年にソビエト連邦が打ち上げた火星探査機。火星とその衛星フォボスを調査したが、観測中に交信が途絶えたため不完全な成果しか収められなかった。同型機としてフォボス1号がある。

## 概要
フォボス2号は1988年7月12日にバイコヌール宇宙基地からプロトンロケットで打ち上げられ、火星へ向かう軌道に乗った。火星到着前に通信が途絶えたフォボス1号に対して、2号は1989年1月29日に火星周回軌道へ成功裏に到達した。減速に使用した逆噴射モジュールは周回軌道上で分離された。
探査機はまず火星を観測し、3月27日に衛星フォボスに接近した。計画ではフォボスの50m以内まで近づき、2つの小型着陸機（移動式の"hopper"と固定式の観測プラットフォーム）を投下する予定だった。しかし接近の途中で搭載コンピューターの故障が生じた。
この時、フォボス2号は自動運用でフォボスを撮影し、電力を節約するために送信機を停止していた（撮影時には姿勢を変えるため主アンテナは地球方向に向けられない）。撮影終了後、予定の時刻を過ぎても通信が確立できなかったため、地上から探査機へ向けて緊急コマンドが送信された。約4時間後に17分間の弱い信号を受信できたが、探査機は回転状態にあり、低利得アンテナでしか通信ができない状態になっていた。テレメトリの解読ができないうちに再び通信が途絶し、以後通信が回復することはなかった。結果的に、フォボスに関して得られた知見はごく限られたものに留まった。
ソビエト連邦が1991年に崩壊したため、フォボス2号は同国が打ち上げた最後の惑星探査機となった。現在は、火星の人工衛星あるいは人工準衛星として公転していると考えられている。

## その他
- 通信途絶の原因についてコンピュータの故障の他に衝突の可能性や、途絶直前に赤外線写真に[1]葉巻型の物体が映っており、1991年にフォボス (衛星)[2]、2014年に火星に接近した物体との関係があるのではないか、と噂された[5]。